# Phrynobatrachus cornutus
Phrynobatrachus cornutus là một loài ếch trong họ Petropedetidae.
Nó được tìm thấy ở Cameroon, Cộng hòa Trung Phi, Cộng hòa Congo, Guinea Xích Đạo, và Gabon.
Các môi trường sống tự nhiên của chúng là các khu rừng ẩm ướt đất thấp nhiệt đới hoặc cận nhiệt đới, đầm nước, đầm nước ngọt, đầm nước ngọt có nước theo mùa, và các khu rừng trước đây bị suy thoái nặng nề. Loài này đang bị đe dọa do mất môi trường sống.